# Rychnovský úval
Rychnovský úval je geomorfologický okrsek v severovýchodní části Třebechovické tabule, ležící v okrese Rychnov nad Kněžnou a malou částí též v okrese Náchod v Královéhradeckém kraji.

## Poloha a sídla

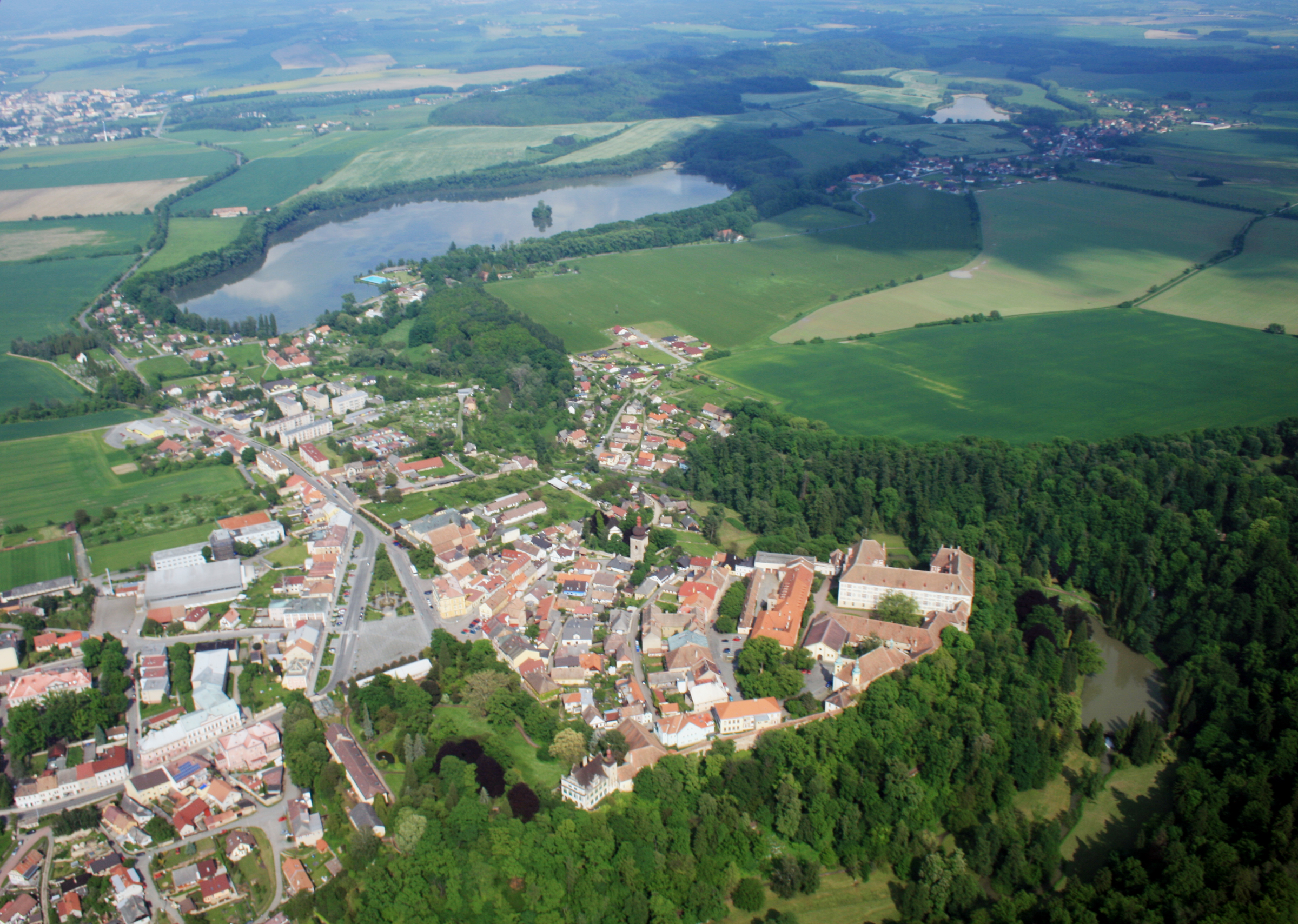
Město Opočno se zámkem, rybník Broumar, v dáli hřbet Chlumu

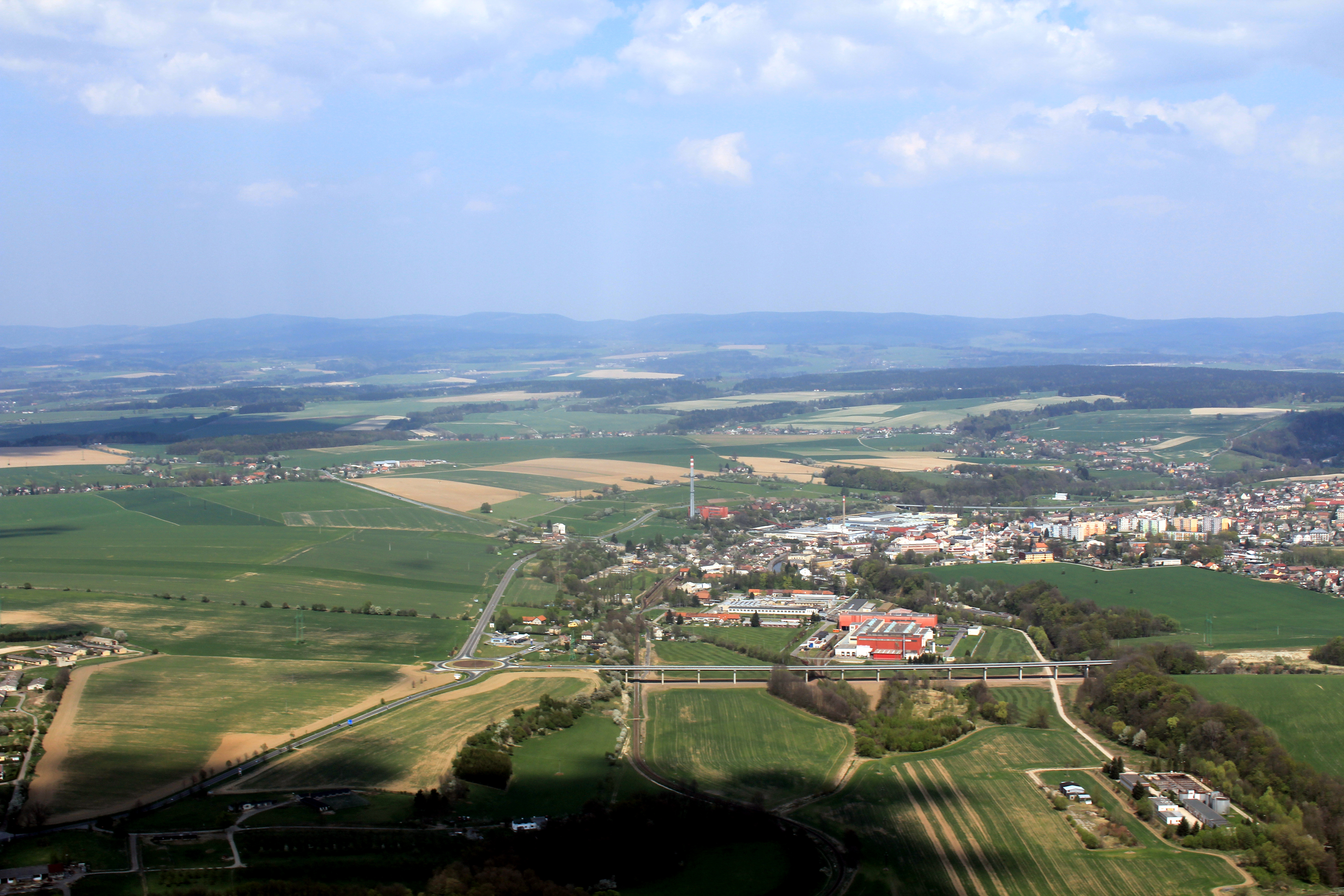
Město Vamberk, v dáli Podorlická pahorkatina a Orlické hory

Území okrsku se nachází zhruba mezi sídly Vršovka (na severu), Kvasiny (na východě), Sopotnice (na jihovýchodě), Čestice (na jihozápadě), Voděrady (na západě) a Přepychy (na severozápadě). Uvnitř okrsku leží částečně titulní město Rychnov nad Kněžnou a zcela či částečně města Dobruška, Kostelec nad Orlicí, Vamberk, Opočno a Solnice.

## Charakter území
Jsou zde chráněná území PR Skalecký háj, PR Zámělský borek, PP Broumarské slatiny, PP Dědina u Dobrušky, PR Kostelecký zámecký park (část), PP Halín (část), PPk Orlice (část).

## Geomorfologické členění
Okrsek Rychnovský úval (dle značení Jaromíra Demka VIC–2B–2) geomorfologicky náleží do celku Orlická tabule a podcelku Třebechovická tabule. Podle alternativního členění Balatky a Kalvody se Rychnovský úval (zde však územně rozsáhlejší) dále člení na podokrsky Dobrušský úval na severu, Vamberský úval v centru a na jihovýchodě a Častolovická kotlina na jihu.
Úval sousedí s dalšími okrsky Orlické tabule: Českomeziříčská kotlina na severozápadě, Černilovská tabule, Opočenský hřbet a Bědovická plošina na západě, Orlické nivy a Brodecká plošina na jihozápadě a Bohuslavická tabule na severu. Dále sousedí s celky Podorlická pahorkatina na východě a Svitavská pahorkatina na jihu.

## Významné vrcholy
| název vrcholu | výška (m n. m.) | podřazená jednotka |
| ------------- | --------------- | ------------------ |
| Dubinka       | 362             | Vamberský úval     |
| Chlum         | 359             | Dobrušský úval     |
| Červená vrata | 347             | Vamberský úval     |

Nejvyšším bodem Rychnovského úvalu je bezejmenná kóta (372 m n. m.) poblíž Vamberku při jihovýchodní hranici s Podorlickou pahorkatinou.